# واد سلام
واد سلام (به عربی: واد السلام) یک شهرداری در الجزایر است که در استان غلیزان واقع شده‌است.